# Muhammad
Muhammad (arab. ‏مُحَمَّد‎) – imię męskie pochodzenia arabskiego. Wariantami tego imienia są: Mohammed, Mehmed, Mamadu i Mahomet.
Imię Muhammad wywodzi się od rdzenia trójspółgłoskowego Ḥ-M-D i oznacza „pochwalony”. Inne imiona wywodzące się z tego samego rdzenia to: Ahmad, Mahmud i Hamid. Imię to było rzadkie w czasach dżahilijji, jednak po upowszechnieniu się islamu zyskało na popularności i jest dziś noszone przez około 15 milionów osób na świecie, niekoniecznie Arabów.

## Znani imiennicy
- Muhammad ibn Abd Allah, twórca islamu, znany w Europie jako Mahomet
- Mehmed II Zdobywca, sułtan i główny twórca Imperium Osmańskiego
- Mohammad Omar, przywódca Talibów
- Muhammad Ali, amerykański bokser
- Muhammad Ali Jinnah, polityk pakistański
- Muhammad Iqbal, poeta i filozof indyjski
- Muhammad Nadżib, polityk egipski
- Muhammad el-Baradei, szef Międzynarodowej agencji energii atomowej
- Muhammad ibn Musa al-Chuwarizmi, średniowieczny uzbecki matematyk